# 1.ª etapa de la Vuelta a España 2021
La 1.ª etapa de la Vuelta a España 2021 tuvo lugar el 14 de agosto de 2021 y consistió en una contrarreloj individual con inicio y final en la ciudad de Burgos sobre un recorrido de 7,1 km que fue ganada por el esloveno Primož Roglič del equipo Jumbo-Visma, siendo a su vez el primer líder de la prueba.

## Clasificación de la etapa
| Burgos - Burgos | contrarreloj individual | (7,1 km) |

| \| Clasificación de la etapa \| Clasificación de la etapa \| Clasificación de la etapa \| Clasificación de la etapa \| Clasificación de la etapa \| \| Ciclista \| Ciclista \| Equipo \| Tiempo \| \| \| ------------------------- \| ------------------------- \| ------------------------- \| ------------------------- \| ------------------------- \| \| 1.º \| Primož Roglič \| Jumbo-Visma \| 8 min 32 s \| \| \| 2.º \| Alex Aranburu \| Astana-Premier Tech \| + 6 s \| \| \| 3.º \| Jan Tratnik \| Bahrain Victorious \| + 8 s \| \| \| 4.º \| Thomas Scully \| EF Education-Nippo \| + 10 s \| \| \| 5.º \| Josef Černý \| Deceuninck-Quick Step \| + 10 s \| \| \| 6.º \| Dylan van Baarle \| Ineos Grenadiers \| + 11 s \| \| \| 7.º \| Andrea Bagioli \| Deceuninck-Quick Step \| + 12 s \| \| \| 8.º \| Lawson Craddock \| EF Education-Nippo \| + 13 s \| \| \| 9.º \| Michael Matthews \| BikeExchange \| + 14 s \| \| \| 10.º \| Aleksandr Vlásov \| Astana-Premier Tech \| + 14 s \| \| |                  |                       |            |
| |                  |                       |            |
| Fuente: ProCyclingStats |                  |                       |            |
| Clasificación de la etapa |                  |                       |            |
| Ciclista | Ciclista         | Equipo                | Tiempo     |
| 1.º | Primož Roglič    | Jumbo-Visma           | 8 min 32 s |
| 2.º | Alex Aranburu    | Astana-Premier Tech   | + 6 s      |
| 3.º | Jan Tratnik      | Bahrain Victorious    | + 8 s      |
| 4.º | Thomas Scully    | EF Education-Nippo    | + 10 s     |
| 5.º | Josef Černý      | Deceuninck-Quick Step | + 10 s     |
| 6.º | Dylan van Baarle | Ineos Grenadiers      | + 11 s     |
| 7.º | Andrea Bagioli   | Deceuninck-Quick Step | + 12 s     |
| 8.º | Lawson Craddock  | EF Education-Nippo    | + 13 s     |
| 9.º | Michael Matthews | BikeExchange          | + 14 s     |
| 10.º | Aleksandr Vlásov | Astana-Premier Tech   | + 14 s     |

## Clasificaciones al final de la etapa

### Clasificación general
| \| Clasificación general \| Clasificación general \| Clasificación general \| Clasificación general \| Clasificación general \| \| Ciclista \| Ciclista \| Equipo \| Tiempo \| \| \| --------------------- \| --------------------- \| --------------------- \| --------------------- \| --------------------- \| \| 1.º \| Primož Roglič \| Jumbo-Visma \| 8 min 32 s \| \| \| 2.º \| Alex Aranburu \| Astana-Premier Tech \| + 6 s \| \| \| 3.º \| Jan Tratnik \| Bahrain Victorious \| + 8 s \| \| \| 4.º \| Thomas Scully \| EF Education-Nippo \| + 10 s \| \| \| 5.º \| Josef Černý \| Deceuninck-Quick Step \| + 10 s \| \| \| 6.º \| Dylan van Baarle \| Ineos Grenadiers \| + 11 s \| \| \| 7.º \| Andrea Bagioli \| Deceuninck-Quick Step \| + 12 s \| \| \| 8.º \| Lawson Craddock \| EF Education-Nippo \| + 13 s \| \| \| 9.º \| Michael Matthews \| BikeExchange \| + 14 s \| \| \| 10.º \| Aleksandr Vlásov \| Astana-Premier Tech \| + 14 s \| \| |                  |                       |            |
| |                  |                       |            |
| Fuente: ProCyclingStats |                  |                       |            |
| Clasificación general |                  |                       |            |
| Ciclista | Ciclista         | Equipo                | Tiempo     |
| 1.º | Primož Roglič    | Jumbo-Visma           | 8 min 32 s |
| 2.º | Alex Aranburu    | Astana-Premier Tech   | + 6 s      |
| 3.º | Jan Tratnik      | Bahrain Victorious    | + 8 s      |
| 4.º | Thomas Scully    | EF Education-Nippo    | + 10 s     |
| 5.º | Josef Černý      | Deceuninck-Quick Step | + 10 s     |
| 6.º | Dylan van Baarle | Ineos Grenadiers      | + 11 s     |
| 7.º | Andrea Bagioli   | Deceuninck-Quick Step | + 12 s     |
| 8.º | Lawson Craddock  | EF Education-Nippo    | + 13 s     |
| 9.º | Michael Matthews | BikeExchange          | + 14 s     |
| 10.º | Aleksandr Vlásov | Astana-Premier Tech   | + 14 s     |

### Clasificación por puntos
| Clasificación por puntos | Clasificación por puntos | Clasificación por puntos | Clasificación por puntos | Clasificación por puntos |
| Ciclista                 | Ciclista                 | Equipo                   | Puntos                   |                          |
| ------------------------ | ------------------------ | ------------------------ | ------------------------ | ------------------------ |
| 1.º                      | Primož Roglič            | Jumbo-Visma              | 20 pts                   |                          |
| 2.º                      | Alex Aranburu            | Astana-Premier Tech      | 17 pts                   |                          |
| 3.º                      | Jan Tratnik              | Bahrain Victorious       | 15 pts                   |                          |
| 4.º                      | Thomas Scully            | EF Education-Nippo       | 13 pts                   |                          |
| 5.º                      | Josef Černý              | Deceuninck-Quick Step    | 11 pts                   |                          |
| 6.º                      | Dylan van Baarle         | Ineos Grenadiers         | 10 pts                   |                          |
| 7.º                      | Andrea Bagioli           | Deceuninck-Quick Step    | 9 pts                    |                          |
| 8.º                      | Lawson Craddock          | EF Education-Nippo       | 8 pts                    |                          |
| 9.º                      | Michael Matthews         | BikeExchange             | 7 pts                    |                          |
| 10.º                     | Aleksandr Vlásov         | Astana-Premier Tech      | 6 pts                    |                          |

### Clasificación de la montaña
| Clasificación de la montaña | Clasificación de la montaña | Clasificación de la montaña | Clasificación de la montaña | Clasificación de la montaña |
| Ciclista                    | Ciclista                    | Equipo                      | Puntos                      |                             |
| --------------------------- | --------------------------- | --------------------------- | --------------------------- | --------------------------- |
| 1.º                         | Sepp Kuss                   | Jumbo-Visma                 | 3 pts                       |                             |
| 2.º                         | Sep Vanmarcke               | Israel Start-Up Nation      | 2 pts                       |                             |
| 3.º                         | Rui Oliveira                | UAE Team Emirates           | 1 pt                        |                             |

### Clasificación de los jóvenes
| Clasificación del mejor joven | Clasificación del mejor joven | Clasificación del mejor joven | Clasificación del mejor joven | Clasificación del mejor joven |
| Ciclista                      | Ciclista                      | Equipo                        | Tiempo                        |                               |
| ----------------------------- | ----------------------------- | ----------------------------- | ----------------------------- | ----------------------------- |
| 1.º                           | Andrea Bagioli                | Deceuninck-Quick Step         | 8 min 44 s                    |                               |
| 2.º                           | Aleksandr Vlásov              | Astana-Premier Tech           | + 2 s                         |                               |
| 3.º                           | Clément Champoussin           | AG2R Citroën Team             | + 8 s                         |                               |
| 4.º                           | Pavel Sivakov                 | Ineos Grenadiers              | + 10 s                        |                               |
| 5.º                           | Gino Mäder                    | Bahrain Victorious            | + 11 s                        |                               |
| 6.º                           | Florian Vermeersch            | Lotto-Soudal                  | + 13 s                        |                               |
| 7.º                           | Simon Carr                    | EF Education-Nippo            | + 13 s                        |                               |
| 8.º                           | Kevin Geniets                 | Groupama-FDJ                  | + 14 s                        |                               |
| 9.º                           | Egan Bernal                   | Ineos Grenadiers              | + 15 s                        |                               |
| 10.º                          | Mauri Vansevenant             | Deceuninck-Quick Step         | + 16 s                        |                               |

### Clasificación por equipos
| Clasificación por equipos | Clasificación por equipos | Clasificación por equipos | Clasificación por equipos |
| Equipo                    | Equipo                    | Tiempo                    |                           |
| ------------------------- | ------------------------- | ------------------------- | ------------------------- |
| 1.º                       | Jumbo-Visma               | 26 min 13 s               |                           |
| 2.º                       | Astana-Premier Tech       | + 6 s                     |                           |
| 3.º                       | Deceuninck-Quick Step     | + 10 s                    |                           |
| 4.º                       | EF Education-Nippo        | + 11 s                    |                           |
| 5.º                       | Bahrain Victorious        | + 13 s                    |                           |
| 6.º                       | Ineos Grenadiers          | + 16 s                    |                           |
| 7.º                       | Team DSM                  | + 20 s                    |                           |
| 8.º                       | UAE Team Emirates         | + 22 s                    |                           |
| 9.º                       | Movistar Team             | + 26 s                    |                           |
| 10.º                      | Bora-Hansgrohe            | + 41 s                    |                           |

## Abandonos
Ninguno.